# 迪韋齊斯 (英國國會選區)
迪韋齊斯（英語：Devizes），英國國會一郡選區，位於英格蘭西南部威爾特郡東部，包括肯尼特區全部和索爾茲伯里區東北部。
創設於1331年，原為應選兩席的自治市選區。1868年改為應選一席，1885年改為郡選區至今。1924年以來一直支持保守黨。2010年大選中克萊爾·佩里在本區以55.1%選票首次當選，繼承了艾敬文的議席。